# Mike Thackwell
Michael "Mike" Thackwell, född 30 mars 1961 i Auckland, är en nyzeeländsk racerförare. Han är svåger till racerföraren David Brabham.

## Racingkarriär
Thackwell tävlade i formel 1 i ett par grand prix under 1980-talet. Han fick starta i två lopp, vilka han dock tvingades bryta. Thackwell blev dock Europamästare i formel 2 1984. Han blev vid sin debut den yngste F1-föraren någonsin, ett rekord som togs över Jaime Alguersuari då han debuterade i Ungerns GP 26 juli 2009 19 år och 126 dagar gammal.

## F1-karriär
| Säsong | Stall/Tillverkare        | Poäng | Placering |
| ------ | ------------------------ | ----- | --------- |
| 1980   | Arrows-Ford Tyrrell-Ford | 0     | –         |
| 1984   | Tyrrell-Ford RAM-Hart    | 0     | –         |